# GPR114
گیرندهٔ شمارهٔ ۱۱۴ جفت‌شونده با پروتئین جی (انگلیسی: G protein-coupled receptor 114) یک پروتئین است که در انسان توسط ژن «ADGRG5» کُدگذاری می‌شود.
این گیرنده یکی از اعضای خانوادهٔ بزرگ «گیرنده‌های جفت‌شونده با پروتئین جی، ویژهٔ چسبندگی» است.
آران‌ای پیام‌رسانِ این گیرنده، در مری انسان و در لنفوسیت‌ها، مونوسیت‌ها، ماکروفاژها و سلول‌های دندریتیک موش‌ها بیان می‌شود.